# 9336 Альтенбург
9336 Альтенбург (1991 AY2, 1992 OG3, 9336 Altenburg) — астероїд головного поясу, відкритий 15 січня 1991 року.
Тіссеранів параметр щодо Юпітера — 3,627.